# Tòng Bạt
Tòng Bạt is een xã in het district Ba Vì, een van de districten in de Vietnamese hoofdstad met provincierechten Hanoi. Tòng Bạt heeft ruim 8400 inwoners op een oppervlakte van 8,23 km².

## Geografie en topografie
Tòng Bạt ligt op de oostelijke oever van de Đà, een rivier, die stroomt vanaf het Hòa Bìnhmeer in Hòa Bình naar het noorden om ter hoogte van Phong Vân in de Rode Rivier te stromen.
Aangrenzende xã's zijn Thạch Đồng, Xuân Lộc (Phú Thọ), Phú Sơn, Cẩm Lĩnh en Sơn Đà. In het westen grenst Tòng Bạt aan huyện Thanh Thủy in Phú Thọ.

## Verkeer en vervoer
Belangrijke verkeersaders zijn een tỉnh lộ's, te weten de 411 en de 413. De 411 verbindt Tòng Bạt met Cổ Đô. De 413 sluit op de grens met Phú Sơn aan de op de 411. De 413 verbindt Tòng Bạt met Sơn Đà en Thanh Mỹ in de thị xã Sơn Tây.